# Лизогуб, Яков Кондратьевич
Я́ков Кондра́тьевич Лизогу́б (укр. Яків Лизогуб; ? — 9 августа 1698) — генеральный есаул Войска Запорожского, каневский и черниговский полковник.

## Биография
Отец его был казаком местечка Гельмязов Переяславского полка. Лизогуб принимал живое участие в междоусобицах, начавшихся со смертью Хмельницкого, и в 1662 году Сомко поставил его каневским полковником. В 1665 году Лизогуб, будучи генеральным есаулом, разбил гетмана Яблуновского в битве под Белой Церковью и ходил против казаков. В 1667 году он ездил посланцем от гетмана в Москву, где пожалован был от царя дворянством «за многие службы».
После смерти Брюховецкого Лизогуб стал горячим сторонником Дорошенка и был послан им на левый берег Днепра уговаривать народ переходить на сторону правобережного гетмана. Занимая продолжительное время полковничий уряд, Лизогуб стал очень популярен; это внушило опасения Дорошенко, который и сместил Лизогуба с полковничества, назначив его генеральным есаулом. Недовольный этим, Лизогуб стал склоняться на сторону Самойловича и в 1674 году, сдав ему и князу Григорию Ромодановскому Канев, перешел на левый берег Днепра. Но Самойлович не мог доставить Лизогубу каневского полковничества, чего ему очень хотелось, и он, оставшись без должности, стал устраивать своё хозяйство, заняв для него пустые земли под Конотопом. Соседом его здесь был будущий гетман Мазепа.
В 1687 году Лизогуб был в Крымском походе, в котором у Коломака был низложен Самойлович и на его место избран Мазепа, причем в числе лиц, подписавших обвинения против Самойловича, был и Лизогуб. Новый гетман тут же поставил Лизогуба черниговским полковником на место сына Самойловича — Григория. За участие во втором Крымском походе (1689) Лизогуб щедро был награждён Мазепою, получив от него два больших села. В 1694 году он ходил за гетмана с двадцатью тысячами казаков на Буджак и в 1695 году зимовал на Днепре «для бережения от татар». Особенно отличился Лизогуб при взятии в 1696 году Азова, когда он был наказным гетманом. Это участие Лизогуба сделало его известным Петру, который, сообщая о взятии Азова патриарху, хвалил Лизогуба, «мужа в добродетели и искусного в военных трудах». «Черниговская же летопись» взятие этого города приписывает одному Лизогубу. Черниговским полковником Лизогуб пробыл до своей смерти. Погребен в черниговском Елецком монастыре вблизи и слева от алтаря Успенского собора, рядом погребён и сын его Евфимий.